# Ковачевци (Софийска област)
 Тази статия е за селото в Софийска област.  За другото село с това име вижте Ковачевци (Област Перник).  
Ковачевци е село в Западна България. То се намира в Община Самоков, Софийска област.

## География
Село Ковачевци се намира в планински район, на 30 km от София и на 24 km от гр. Самоков, в северозападния край на Самоковската котловина, в подножието на Плана планина. Ограждат го три планини: Плана, Верила и Витоша. В землището на селото се намира местността Ярема, в подножието на Витоша, която е със статут на вилна зона. Средната надморска височина на селото е около 950 m.

## Население
- 1934 г. – 2227 жители
- 1946 г. – 2241 жители
- 1956 г. – 1891 жители
- 1975 г. – 1010 жители
- 1992 г. – 646 жители
- 2001 г. – 619 жители
- 2009 г. – 472 жители
- 2015 г. – 468 жители

## Културни и природни забележителности
- Църква „Свети пророк Илия“ с външни стенописи, параклис „Св. Георги Победоносец“ в манастирската гора — местността „Пал“. Красиви иглолистни и широколистни гори.

## Редовни събития
- Всяка година в последната неделя от месец август се провежда събор. На всеки християнски празник всички жители на селото и техните роднини се събират и празнуват заедно.

## Личности
- Живописецът Иван Георгиев - Рембранда е бил изселен в с. Ковачевци като дете (1948-1963 г.) и рисува първите си творби тук.
- Народната певица Кремена Станчева от „Мистерията на българските гласове“.
- Янка Такева - българска учителка и синдикалистка.

## Други
- Снимки от с. Ковачевци
- Пощенският клон в селото
- Паметник на падналите през Втората световна война жители на селото
- Училището
- Стенописи от църквата „Св. Пророк Илия“
- Параклисът „Свети Мина“ в местността Ярема
- Таванът на параклиса „Свети Мина“